# CSM Ploiești (baschet masculin)
CSM Ploiești este un club românesc de baschet masculin cu sediul în Ploiești, România. Clubul a fost înființat în 2015, ca secție de sine stătătoare în cadrul clubului CSM Ploiești și a promovat în Liga Națională după ce a câștigat turneul de baraj al Ligii 1 în sezonul 2015-16. Managerul secției de baschet este Ivan Ionuț iar antrenorul principal al echipei este Mihai Popa.

## Palmares

### Național
Liga I (al doilea eșalon baschetbalistic)
- Campioană (1): 2015-2016